# Gare de Tsukaguchi (JR West)
Ne doit pas être confondu avec la gare de Tsukaguchi de la Hankyu
La gare de Tsukaguchi (塚口駅, Tsukaguchi-eki) est une gare ferroviaire située dans la ville d'Amagasaki, dans la préfecture de Hyōgo au Japon. La gare est exploitée par la compagnie JR West, sur les lignes Fukuchiyama/JR Takarazuka. L’utilisation de la carte ICOCA est valable dans cette gare.

## Service des voyageurs

### Accueil
La gare de Tsukaguchi est une gare disposant de deux quais et de trois voies.

| N° de voie | Ligne           | Direction          |
| ---------- | --------------- | ------------------ |
| 1          | ▆ JR Takarazuka | Takararazuka/Sanda |
| 2・3       | ▆ JR Takarazuka | Amagasaki/Osaka    |

### Desserte
| JR West                          |                                         |                                         |                                         |                     |
| Direction Fukuchiyama            | Ligne Fukuchiyama (Ligne JR Takarazuka) | Ligne Fukuchiyama (Ligne JR Takarazuka) | Ligne Fukuchiyama (Ligne JR Takarazuka) | Direction Amagasaki |
| Terminus Départ vers ligne Tozai |                                         | Rapid Service 快速                      |                                         | Amagasaki           |
| Terminus                         |                                         | Rapid Service Régional 区間快速         |                                         | Amagasaki           |
| Inadera                          |                                         | Local 普通                              |                                         | Amagasaki           |